# María Valverde
María Valverde Rodríguez (Madrid, 1987. március 24. –) Goya-díjas spanyol színésznő.

## Fiatalkora
A madridi Carabanchelben született. Édesanyja, Gloria ápolónő egy mentálisan visszamaradt gyermekek számára fenntartott speciális iskolában. Apja festő. 10 éves korában kezdett fellépni a színházban, 14 évesen pedig színészetet tanult.

## Pályafutása
16 évesen főszerepet kapott A bolsevik gyarlósága című filmben, amelyért a 18. Goya-díjátadón elnyerte a legjobb új színésznőnek járó díjat. További filmjei közé tartozik a Melissa P. – Minden este 100-szor, kefével, amely Melissa Panarello One Hundred Strokes of the Brush Before Bed című könyve alapján készült, valamint A felhők fölött 3 méterrel.
Valverde angol nyelvű filmjei közé tartozik a 2009-es Merülések című független brit filmdráma, amelynek producere Ridley Scott volt, és amelyet lánya, Jordan Scott rendezett, valamint a 2014-es Exodus: Istenek és királyok című film, amelyben Cippórát alakítja, Ridley Scott rendezésében, valamint Christian Bale, Joel Edgerton, Sigourney Weaver és Ben Kingsley főszereplésével.
2015-ben a Testvéri kötelék című dráma főszerepét játszotta Anton Yelchin oldalán.
2012-ben megismételte Babi szerepét A felhők fölött három méterrel folytatásában, a Téged akarlak! című filmben.

## Magánélete
2009-től 2014-ig Mario Casas spanyol színész párja volt, akivel három filmben is szerepelt. 2017 márciusában Gustavo Dudamel venezuelai karmesterrel kötött házasságot.

## Filmográfia

### Film
| Év   | Magyar cím                                   | Eredeti cím                       | Szerep                                   | Magyar hang   |
| ---- | -------------------------------------------- | --------------------------------- | ---------------------------------------- | ------------- |
| 2003 | A bolsevik gyarlósága                        | La flaqueza del bolchevique       | María                                    |               |
| 2003 |                                              | Cuando nadie nos mira (rövidfilm) | Anna                                     |               |
| 2004 |                                              | Fuera del cuerpo                  | Cuca                                     |               |
| 2005 |                                              | Vorvik                            | Sofía                                    |               |
| 2005 | Melissa P. – Minden este 100-szor, kefével   | Melissa P.                        | Melissa Panarello                        | Kántor Kitty  |
| 2006 | A véres dinasztia: A Borgia-család története | Los Borgia                        | Lucrecia Borgia                          |               |
| 2006 | Válido para un baile (rövidfilm)             |                                   |                                          |               |
| 2007 | A hegyek királya                             | El rey de la montaña              | Bea                                      | Bognár Anna   |
| 2007 | Tolvajok                                     | Ladrones                          | Ladrona                                  |               |
| 2007 | Az álomhozó                                  | El hombre de arena                | Lola                                     |               |
| 2008 | Az anarchista felesége                       | La mujer del anarquista           | Manuela                                  |               |
| 2009 | Merülések                                    | Cracks                            | Fiamma Coronna                           | Földes Eszter |
| 2010 | A felhők fölött 3 méterrel                   | Tres metros sobre el cielo        | Babi                                     | Földes Eszter |
| 2011 |                                              | Madrid, 1987                      | Ángela                                   |               |
| 2012 |                                              | A puerta fría                     | Inés                                     |               |
| 2012 | Téged akarlak!                               | Tengo ganas de ti                 | Babi                                     | Földes Eszter |
| 2013 |                                              | La mula                           | Conchi                                   |               |
| 2013 | Amerika embere                               | Libertador                        | María Teresa Rodríguez del Toro y Alaysa |               |
| 2014 |                                              | Tú y yo (rövidfilm)               | Laura                                    |               |
| 2014 | Exodus: Istenek és királyok                  | Exodus: Gods and Kings            | Cippóra                                  | Tarr Judit    |
| 2014 |                                              | A Lonely Sun Story (rövidfilm)    | Linda                                    |               |
| 2015 | Testvéri kötelék                             | Broken Horses                     | Vittoria                                 | Földes Eszter |
| 2015 | Mindenáron esküvő                            | Ahora o nunca                     | Eva                                      | Gáspár Kata   |
| 2016 | Teher                                        | La carga                          | Elisa                                    |               |
| 2016 |                                              | Ali and Nino                      | Nino Kipiani                             |               |
| 2016 | Gernika                                      | Guernica                          | Teresa                                   | Hay Anna      |
| 2016 |                                              | The Limehouse Golem               | Aveline Ortega                           |               |
| 2017 |                                              | Back to Burgundy                  | Alicia                                   |               |
| 2017 | A mélybe                                     | Plonger                           | Paz Aguilera                             |               |
| 2018 |                                              | Galveston                         | Carmen                                   |               |
| 2019 | Pók                                          | Araña                             | Inés fiatalon                            |               |
| 2021 | Lázálom                                      | Distancia de rescate              | Amanda                                   |               |
| 2021 | A mi dalunk                                  | Fuimos canciones                  | Maca                                     | Gáspár Kata   |

### Televízió
| Év   | Cím      | Szerep             | Megjegyzések |
| ---- | -------- | ------------------ | ------------ |
| 2012 | La fuga  | Anna Serra         | 12 epizód    |
| 2013 | Hermanos | Virginia Rodríguez | 6 epizód     |

## Fordítás
- Ez a szócikk részben vagy egészben  a   María Valverde című angol Wikipédia-szócikk ezen változatának fordításán alapul.  Az eredeti cikk szerkesztőit annak laptörténete sorolja fel. Ez a jelzés csupán a megfogalmazás eredetét és a szerzői jogokat jelzi, nem szolgál a cikkben szereplő információk forrásmegjelöléseként.